# 내 이야기!!

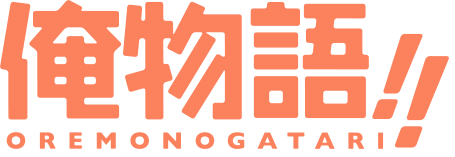

《내 이야기!!》(俺物語!!, Ore Monogatari!!, lit. "It's My Story!!")는 카와하라 카즈네 작가, 아루코 그림의 일본의 로맨틱 코미디 만화 시리즈이다. 2015년 10월 31일 동명의 영화로 영화화되었다.